# Fonsado
El fonsado, o fosado, fonsadera, o en navarroaragonés, honsata (derivado del latín fossatum) fue, durante la Edad Media una hueste, ejército o milicia preparada para una guerra ofensiva, compuesto de infantería, caballería ligera y pesada y arqueros. Era convocado a instancias de un monarca o rey.

## Historia
Debían acudir a la leva todos los naturales del reino por obligación jurídico-pública de auxilium al rey. Así consta en los fueros de Castilla, según señala Miguel Gual Camarena. No obstante, fue frecuente la sustitución por una prestación económica denominada fonsadera, que también llegó a llamarse fossataria o fonsado.